# Dongchuan

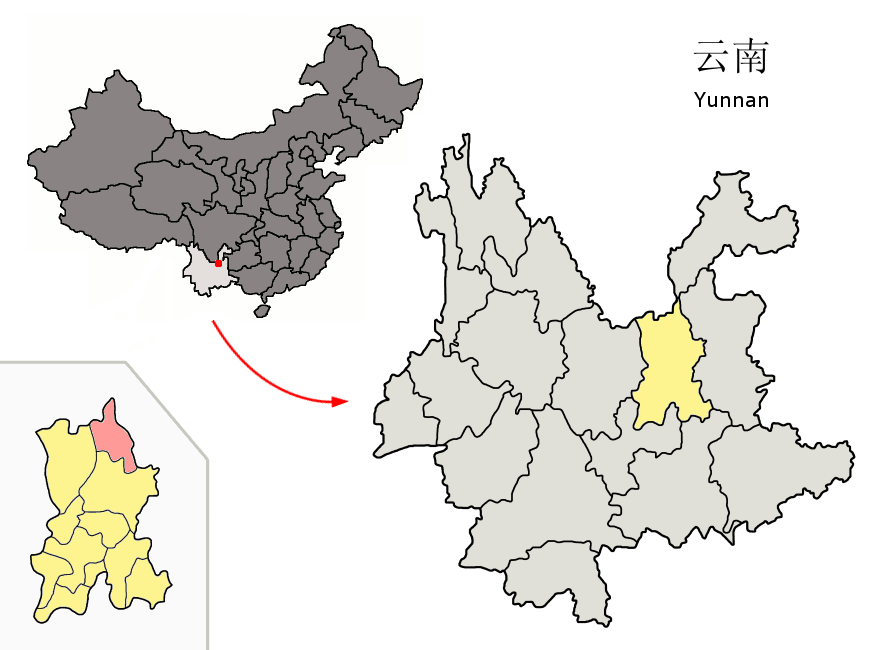
Lage des Stadtbezirks Dongchuan (rosa) in der bezirksfreien Stadt Kunming (gelb)

Dongchuan (东川区 Dōngchuān Qū) ist ein Stadtbezirk der bezirksfreien Stadt Kunming, der Hauptstadt der Provinz Yunnan in der Volksrepublik China. Er hat eine Fläche von 1.865 km² und zählt 260.744 Einwohner (Stand: Zensus 2020).

## Administrative Gliederung
Auf Gemeindeebene setzt sich der Stadtbezirk aus einem Straßenviertel, sechs Großgemeinden und einer Gemeinde zusammen. Diese sind:
- Straßenviertel Tongdu 铜都街道
- Großgemeinde Awang 阿旺镇
- Großgemeinde Wulong 乌龙镇
- Großgemeinde Hongtusi 红土地镇
- Großgemeinde Tangdan 汤丹镇
- Großgemeinde Tuobuka 拖布卡镇
- Großgemeinde Yinmin 因民镇

- Gemeinde Shekuai 舍块乡